# Estación Longotoma
Longotoma fue una estación del ferrocarril ubicada en la localidad de Longotoma que se halla dentro de la comuna de homónima actual comuna de La Ligua, en la región de Valparaíso de Chile. Fue parte de un ramal entre esta estación y la estación Quinquimo, siendo parte del trayecto costa del longitudinal norte.

## Historia
La estación se inaugura en 1915. Ya en 1916, la estación Longotoma se haya establecida como un subramal de 15 kilómetros, de lo que era originalmente el ramal de la estación Quinquimo hasta la estación Trapiche.
La extensión del ramal desde Longotoma hacia la estación Los Vilos es inaugurada en agosto de 1943.
El actual edificio de la estación data de 1941. Operó con normalidad hasta mediados de la década de 1960, siendo suprimida mediante decreto del 6 de noviembre de 1978. Actualmente quedan de pie parte de las vías, la bodega y el edificio de la estación.
En 2013 se realizaron trabajos en el recinto de la estación para construir una plaza rural.